# سید عزالدین سوغندی
سید عزالدین سوغندی از مریدان شیخ حسن جوری و جانشین او در رهبری مذهبی سربداران و جریان شیخیه در این حکومت بود.

## مریدی
وی خود را از طریق زنجیره خرقه، مرید حسن جوری، شیخ خلیفه، آقا شاه‌بالو و به همین ترتیب نهایتاً مرید جعفر صادق معرفی کرده و از سوی دیگر پیرو مکتب سهروردی نیز بوده‌است و در شعری زنجیره‌ای او را به سهروردی نیز متصل می‌کند.

## رهبری شیخیه
سربداران حکومتی پیرو شیعه امامیه و تصوف بودند. هنگامی که امیر وجیه‌الدین مسعود به حکومت سربداران رسید، شیخ حسن جوری (شاگرد شیخ خلیفه و رهبر جریان شیخیه) را آزاد کرده و با اتحاد توانستند سراسر خراسان را تسخیر کنند. پس از این سربداران دارای یک رهبر نظامی و یک رهبری مذهبی جداگانه بودند و دو جریان «سربداری» و «درویشی شیخیه» در میان این حکومت به وجود آمد. پس از مدتی اختلاف روی داده و امیر مسعود دستور قتل حسن جوری را داد. با مرگ شیخ حسن جوری، مسعود سعی کرد یکی از مریدان او، به نام سید عزالدین سوغندی، را جانشینش کند. سوغندی رهبر جریان «شیخیه حسنیه» شد و زمام تمام امور خراسان را به دست خود گرفت.
پس از مرگ امیر مسعود و در پی آشفتگی قلمرو سربداران، خواجه شمس‌الدین علی به رهبری کشور دست یافت. او اصلاحات گسترده‌ای در حکومت سربداران به وجود آورد و هر دو بُعد رهبری دنیایی و اُخروی سربداران را ازان خود دانست. عزالدین از وضعیت آشفته مملکت ترسیده و از راه دامغان به طبرستان گریخت تا به کمک قوام‌الدین مرعشی در آمل شیخیه را جمع کند ولی در طول مسیر درگذشت.